# Pat Cash
Patrick Hart «Pat» Cash (Melbourne, Austràlia, 27 de maig de 1965) és un tennista retirat australià.
En el seu palmarès destaca el títol de Grand Slam Wimbledon de l'any 1987 en derrotar a Ivan Lendl a la final. Va arribar a ocupar el quart lloc del rànquing individual després d'haver guanyat set títols, i en dobles va guanyar onze títols arribant al sisè lloc del rànquing. Durant els últims anys dels vuitanta fou el millor australià del circuit, encara que no va poder aconseguir l'obert del seu país. Va estar prop d'aconseguir-ho en arribar consecutivament a la final a 1987 i 1988 però va ser derrotat per Stefan Edberg i Mats Wilander respectivament.
Va jugar habitualment amb l'equip australià de la Copa Davis i va liderar l'equip que va guanyar les edicions de 1983 i 1986. En categoria júnior va guanyar els torneigs de Wimbledon i US Open.

## Biografia
Fill de Patrick Cash Sr., advocat i jugador de futbol australià.
Després de la seva retirada es va establir bàsicament a Londres i va començar a treballar com a comentarista de tennis per la CNN i la BBC. També fou entrenador dels tennistes Greg Rusedski i Mark Philippoussis. Va obrir tres escoles de tennis a Gold Coast (Austràlia), Ko Samui (Tailàndia) i Saint Vincent i les Grenadines. Fou inclòs al Sport Australia Hall of Fame l'any 2005.
Va tenir dos fills amb la seva xicota, la model noruega Anne-Britt Kristiansen, Daniel (1986) i Mia (1988). Tanmateix l'any 1990 es va casar amb la brasilera Emily Bendit i van tenir dos fills bessons: Shannon i Jett (1994). El matrimoni va durar fins al 2002.

## Torneigs de Grand Slam

### Individual: 3 (1−2)
| Resultat  | Núm. | Any  | Torneig              | Oponent       | Marcador                   |
| --------- | ---- | ---- | -------------------- | ------------- | -------------------------- |
| Finalista | 1.   | 1987 | Open d'Austràlia     | Stefan Edberg | 3−6, 4−6, 6−3, 7−5, 3−6    |
| Guanyador | 1.   | 1987 | Wimbledon            | Ivan Lendl    | 7−6(5), 6−2, 7−5           |
| Finalista | 2.   | 1988 | Open d'Austràlia (2) | Mats Wilander | 3−6, 7−6(3), 6−3, 1−6, 6−8 |

### Dobles masculins: 2 (0−2)
| Resultat  | Núm. | Any  | Torneig       | Parella         | Oponents                       | Marcador                |
| --------- | ---- | ---- | ------------- | --------------- | ------------------------------ | ----------------------- |
| Finalista | 1.   | 1984 | Wimbledon     | Paul McNamee    | John McEnroe Peter Fleming     | 2−6, 7−5, 2−6, 6−3, 3−6 |
| Finalista | 2.   | 1985 | Wimbledon (2) | John Fitzgerald | Heinz Gunthardt Balazs Taroczy | 4−6, 3−6, 6−4, 3−6      |

## Palmarès

### Individual: 11 (6−5)
| Títols per superfície |
| --------------------- |
| Dura (2−3)            |
| Gespa (2−1)           |
| Terra batuda (0−0)    |
| Moqueta (2−1)         |

| Resultat  | Núm. | Data                   | Torneig                     | Superfície  | Oponent         | Marcador                   |
| --------- | ---- | ---------------------- | --------------------------- | ----------- | --------------- | -------------------------- |
| Guanyador | 1.   | 28 de desembre de 1982 | Melbourne, Austràlia        | Gespa       | Rod Frawley     | 6−4, 7−6                   |
| Guanyador | 2.   | 3 d'octubre de 1983    | Brisbane, Austràlia         | Moqueta (i) | Paul McNamee    | 4−6, 6−4, 6−3              |
| Finalista | 1.   | 15 d'octubre de 1984   | Melbourne                   | Moqueta (i) | Matt Mitchell   | 4−6, 6−3, 2−6              |
| Finalista | 2.   | 12 de gener de 1987    | Open d'Austràlia, Austràlia | Gespa       | Stefan Edberg   | 3−6, 4−6, 6−3, 7−5, 3−6    |
| Guanyador | 3.   | 23 de març de 1987     | Nancy, França               | Moqueta (i) | Wally Masur     | 6−2, 6−3                   |
| Guanyador | 4.   | 22 de juny de 1987     | Wimbledon, Regne Unit       | Gespa       | Ivan Lendl      | 7−6(5), 6−2, 7−5           |
| Finalista | 3.   | 12 d'octubre de 1987   | Sydney, Austràlia           | Dura (i)    | Ivan Lendl      | 4−6, 2−6, 4−6              |
| Guanyador | 5.   | 16 de novembre de 1987 | Johannesburg, Sud-àfrica    | Dura (i)    | Brad Gilbert    | 7−6(7), 4−6, 2−6, 6−0, 6−1 |
| Finalista | 4.   | 11 de gener de 1988    | Open d'Austràlia (2)        | Dura        | Mats Wilander   | 3−6, 7−6(3), 6−3, 1−6, 6−8 |
| Finalista | 5.   | 16 d'abril de 1990     | Seül, Corea del Sud         | Dura        | Alex Antonitsch | 6−7(2), 3−6                |
| Guanyador | 6.   | 23 d'abril de 1990     | Hong Kong, Hong Kong        | Dura        | Alex Antonitsch | 6−3, 6−4                   |

### Dobles masculins: 17 (11−6)
| Títols per superfície |
| --------------------- |
| Dura (3−2)            |
| Gespa (4−3)           |
| Terra batuda (2−1)    |
| Moqueta (1−0)         |

| Resultat  | Núm. | Data                   | Torneig                 | Superfície   | Parella              | Oponents                           | Marcador                |
| --------- | ---- | ---------------------- | ----------------------- | ------------ | -------------------- | ---------------------------------- | ----------------------- |
| Guanyador | 1.   | 20 de desembre de 1982 | Adelaida, Austràlia     | Gespa        | Chris Johnstone      | Broderick Dyke Wayne Hampson       | 6−3, 6−7, 7−6           |
| Guanyador | 2.   | 3 d'octubre de 1983    | Brisbane, Austràlia     | Moqueta (i)  | Paul McNamee         | Mark Edmondson Kim Warwick         | 7−6, 7−6                |
| Guanyador | 3.   | 12 de desembre de 1983 | Sydney, Austràlia       | Gespa        | Mike Bauer           | Broderick Dyke Rod Frawley         | 7−6, 6−4                |
| Guanyador | 4.   | 2 d'abril de 1984      | Houston, Estats Units   |              | Paul McNamee         | David Dowlen Nduka Odizor          | 7−5, 4−6, 6−3           |
| Guanyador | 5.   | 23 d'abril de 1984     | Ais de Provença, França | Terra batuda | Paul McNamee         | Chris Lewis Wally Masur            | 4−6, 6−3, 6−4           |
| Guanyador | 6.   | 11 de juny de 1984     | Londres, Regne Unit     | Gespa        | Paul McNamee         | Bernard Mitton Butch Walts         | 6−4, 6−3                |
| Finalista | 1.   | 25 de juny de 1984     | Wimbledon, Regne Unit   | Gespa        | Paul McNamee         | Peter Fleming John McEnroe         | 2−6, 7−5, 2−6, 6−3, 3−6 |
| Guanyador | 7.   | 29 d'abril de 1985     | Las Vegas, Estats Units | Gespa        | John Fitzgerald      | Paul Annacone Christo van Rensburg | 7−6, 6−7, 7−6           |
| Finalista | 2.   | 10 de juny de 1985     | Londres                 | Gespa        | John Fitzgerald      | Ken Flach Robert Seguso            | 6−3, 3−6, 14−16         |
| Finalista | 3.   | 24 de juny de 1985     | Wimbledon (2)           | Gespa        | John Fitzgerald      | Heinz Günthardt Balázs Taróczy     | 4−6, 3−6, 6−4, 3−6      |
| Finalista | 4.   | 27 d'octubre de 1986   | Hong Kong, Hong Kong    | Dura         | Mark Kratzmann       | Mike De Palmer Gary Donnelly       | 6−7, 7−6, 5−7           |
| Finalista | 5.   | 3 de novembre de 1986  | Estocolm, Suècia        | Dura (i)     | Slobodan Živojinović | Sherwood Stewart Kim Warwick       | 6−4, 1−6, 5−7           |
| Guanyador | 8.   | 10 d'agost de 1987     | Mont-real, Canadà       | Dura         | Stefan Edberg        | Peter Doohan Laurie Warder         | 6−4, 3−6, 6−3           |
| Guanyador | 9.   | 8 de gener de 1990     | Sydney (2)              | Dura         | Mark Kratzmann       | Pieter Aldrich Danie Visser        | 6−4, 7−5                |
| Guanyador | 10.  | 23 d'abril de 1990     | Hong Kong               | Dura         | Wally Masur          | Kevin Curren Joey Rive             | 6−3, 6−3                |
| Finalista | 6.   | 15 d'abril de 1996     | Bermudes, Bermudes      | Terra batuda | Patrick Rafter       | Jan Apell Brent Haygarth           | 6−3, 1−6, 3−6           |
| Guanyador | 11.  | 6 de maig de 1996      | Pinehurst, Estats Units | Terra batuda | Patrick Rafter       | Ken Flach David Wheaton            | 6−2, 6−3                |

### Equips: 4 (2−2)
| Resultat  | Núm. | Data                                   | Torneig                                  | Superfície       | Equip                                          | Oponents                                                   | Marcador |
| --------- | ---- | -------------------------------------- | ---------------------------------------- | ---------------- | ---------------------------------------------- | ---------------------------------------------------------- | -------- |
| Guanyador | 1.   | 26−28 de desembre de 1983              | Copa Davis, Melbourne, Austràlia         | Gespa            | Mark Edmondson John Fitzgerald Paul McNamee    | Anders Jarryd Joakim Nystrom Hans Simonsson Mats Wilander  | 3−2      |
| Guanyador | 2.   | 26−28 de desembre de 1986              | Copa Davis, Melbourne (2)                | Gespa            | John Fitzgerald Peter McNamara Paul McNamee    | Stefan Edberg Anders Jarryd Joakim Nystrom Mikael Pernfors | 3−2      |
| Finalista | 1.   | 1 de gener de 1989                     | Hopman, Perth, Austràlia                 | Dura (i)         | Hana Mandlíková                                | Helena Suková Miloslav Mečíř                               | 0−2      |
| Finalista | 2.   | 30 de novembre − 2 de desembre de 1990 | Copa Davis, St. Petersburg, Estats Units | Terra batuda (i) | Darren Cahill John Fitzgerald Richard Fromberg | Andre Agassi Michael Chang Rick Leach Jim Pugh             | 2−3      |

## Trajectòria

### Individual
| Open d'Austràlia | 1R          | QF          | 4R          | QF    | A           | NC          | F           | F    | 4R          | A           | 3R          | 2R  | A           | A           | 1R          | A   | 1R  | 0 / 11    | 26 − 11   |
| Roland Garros | A           | A           | 1R          | 1R    | A           | A           | 1R          | 4R   | A           | A           | 2R          | A   | A           | A           | A           | A   | A   | 0 / 5     | 4 − 5     |
| Wimbledon | A           | A           | 4R          | SF    | 2R          | QF          | G           | QF   | A           | 4R          | 2R          | 2R  | A           | A           | 1R          | A   | 1R  | 1 / 11    | 29 − 10   |
| US Open | A           | 1R          | 3R          | SF    | A           | 1R          | 1R          | A    | A           | 3R          | A           | A   | A           | A           | A           | 1R  | A   | 0 / 7     | 9 − 7     |
| Jocs Olímpics | No celebrat | No celebrat | No celebrat | 1R    | No celebrat | No celebrat | No celebrat | A    | No celebrat | No celebrat | No celebrat | A   | No celebrat | No celebrat | No celebrat | A   | NC  | 0 / 1     | 0 – 1     |
| Tennis Masters Cup | A           | A           | A           | A     | A           | A           | RR          | A    | A           | A           | A           | A   | A           | A           | A           | A   | A   | 0 / 1     | 1 − 2     |
| Total Victòries−Derrotes | 2−5         | 17−10       | 33−23       | 29−16 | 12−9        | 24−11       | 46−17       | 25−9 | 4−4         | 20−10       | 14−11       | 5−4 | 0−0         | 0−2         | 5−7         | 0−3 | 2−7 | 238 − 148 | 238 − 148 |
| Rànquing a final d'any | −           | 342         | 34          | 10    | 67          | 24          | 7           | 20   | 368         | 81          | 108         | 203 | −           | 511         | 250         | 765 | 379 |           |           |
| Llegenda: G: Guanyador; F: Finalista; SF: Semifinalista; QF: Quarts de final; Q: Qualificació; A: Absent; RR: Round Robin; NC: No celebrat; |             |             |             |       |             |             |             |      |             |             |             |     |             |             |             |     |     |           |           |

### Dobles
| Open d'Austràlia | 1R  | 1R  | QF    | SF    | A    | NC    | 3R   | A   | A   | QF    | A   | A    | A   | A   | A   | A     | 1R   | A   | A   | 0 / 7     | 12 − 7    |
| Roland Garros | A   | 3R  | 1R    | 1R    | A    | A     | A    | A   | A   | A     | A   | A    | A   | A   | A   | A     | 2R   | A   | A   | 0 / 4     | 3 − 4     |
| Wimbledon | A   | A   | 3R    | F     | F    | 3R    | A    | A   | A   | A     | A   | A    | A   | A   | A   | 2R    | 1R   | A   | A   | 0 / 6     | 15 − 6    |
| US Open | A   | 1R  | SF    | 1R    | A    | A     | A    | A   | A   | 2R    | A   | A    | A   | A   | A   | 2R    | 1R   | A   | A   | 0 / 6     | 6 − 6     |
| Total Victòries−Derrotes | 1−5 | 6−7 | 32−15 | 22−10 | 20−4 | 18−10 | 15−6 | 8−3 | 1−1 | 15−10 | 7−5 | 0−0  | 0−0 | 0−1 | 3−3 | 16−11 | 7−16 | 0−0 | 0−1 | 171 − 109 | 171 − 109 |
| Rànquing a final d'any | −   | −   | 24    | 19    | 19   | 36    | 39   | 163 | 641 | 100   | 155 | 1043 | 712 | 387 | 242 | 110   | 160  | −   | −   |           |           |
| Llegenda: G: Guanyador; F: Finalista; SF: Semifinalista; QF: Quarts de final; Q: Qualificació; A: Absent; RR: Round Robin; NC: No celebrat; |     |     |       |       |      |       |      |     |     |       |     |      |     |     |     |       |      |     |     |           |           |